# گریس روزولت
 گریس روزولت (انگلیسی: Grace Roosevelt؛ زاده ۳ ژوئن ۱۸۶۷ درگذشته ۲۹ نوامبر ۱۹۴۵) یک تنیس‌باز اهل ایالات متحده آمریکا بود.